# Huntleya sessiliflora
Huntleya sessiliflora är en orkidéart som beskrevs av James Bateman och John Lindley. Huntleya sessiliflora ingår i släktet Huntleya och familjen orkidéer.
Artens utbredningsområde är Guyana. Inga underarter finns listade i Catalogue of Life.